# رونالد شینر
رونالد شینر (انگلیسی: Ronald Shiner؛ ۸ ژوئن ۱۹۰۳ – ۲۹ ژوئن ۱۹۶۶) یک هنرپیشه اهل بریتانیا بود.
از فیلم‌ها یا برنامه‌های تلویزیونی که وی در آن نقش داشته است می‌توان به سزار و کلئوپاترا، آقای پیت جوان اشاره کرد.